# Marius Miseroux
 (mai 2025).
Si vous disposez d'ouvrages ou d'articles de référence ou si vous connaissez des sites web de qualité traitant du thème abordé ici, merci de compléter l'article en donnant les références utiles à sa vérifiabilité et en les liant à la section « Notes et références ».
Pas d'image ? Cliquez ici

a Compétitions nationales et continentales officielles uniquement.

Marius Miseroux, né le 11 novembre 1917 à Marcelcave (Somme) et mort le 15 juin 2007 à Miramas (Bouches-du-Rhône), est un joueur français de rugby à XV et de rugby à XIII évoluant au poste de pilier dans les années 1940 et 1950.
Il pratique le rugby à XV durant la Seconde Guerre mondiale au sein de l'Olympique de Marseille aux côtés de Max Rousié. À la sortie de la guerre, il prend part à la naissance du R.C. Marseille, club qui joue les premiers rôles dans les années d'après-guerre. Avec celui-ci, Marius Miseroux remporte le Championnat de France en 1949 et deux titres de Coupe de France en 1948 et 1949. Il côtoie alors des joueurs tels que François Rinaldi, Henri Durand, André Béraud, François Othal, René Ferrero et Antranick Apellian.

## Biographie
En 1949, Marius Miseroux remporte la Coupe de France en battant l'AS Carcassonne XIII 12 à 9 avec le R.C. Marseille.

## Palmarès
- Collectif :
  - Vainqueur du Championnat de France : 1949 (Marseille).
  - Vainqueur de la Coupe de France : 1948 et 1949 (Marseille).
  - Finaliste du Championnat de France : 1950, 1952 et 1954 (Marseille).

### Détails en club
| Saison    | Saison       | Championnat           | Championnat | Coupe           | Coupe      |
| Saison    | Saison       | Comp.                 | Class.      | Comp.           | Class.     |
| --------- | ------------ | --------------------- | ----------- | --------------- | ---------- |
| 1946-1947 | RC Marseille | Championnat de France | 8e          | Coupe de France | 1/4 finale |
| 1947-1948 | RC Marseille | Championnat de France | 1/2 finale  | Coupe de France | Vainqueur  |
| 1948-1949 | RC Marseille | Championnat de France | Vainqueur   | Coupe de France | Vainqueur  |
| 1949-1950 | RC Marseille | Championnat de France | Finaliste   | Coupe de France | 1/2 finale |
| 1950-1951 | RC Marseille | Championnat de France | 1/2 finale  | Coupe de France | 1/4 finale |
| 1951-1952 | RC Marseille | Championnat de France | Finaliste   | Coupe de France | 1/8 finale |
| 1952-1953 | RC Marseille | Championnat de France | 1/2 finale  | Coupe de France | 1/8 finale |
| 1953-1954 | RC Marseille | Championnat de France | Finaliste   | Coupe de France | 1/2 finale |